# Santa María (Lebeña)

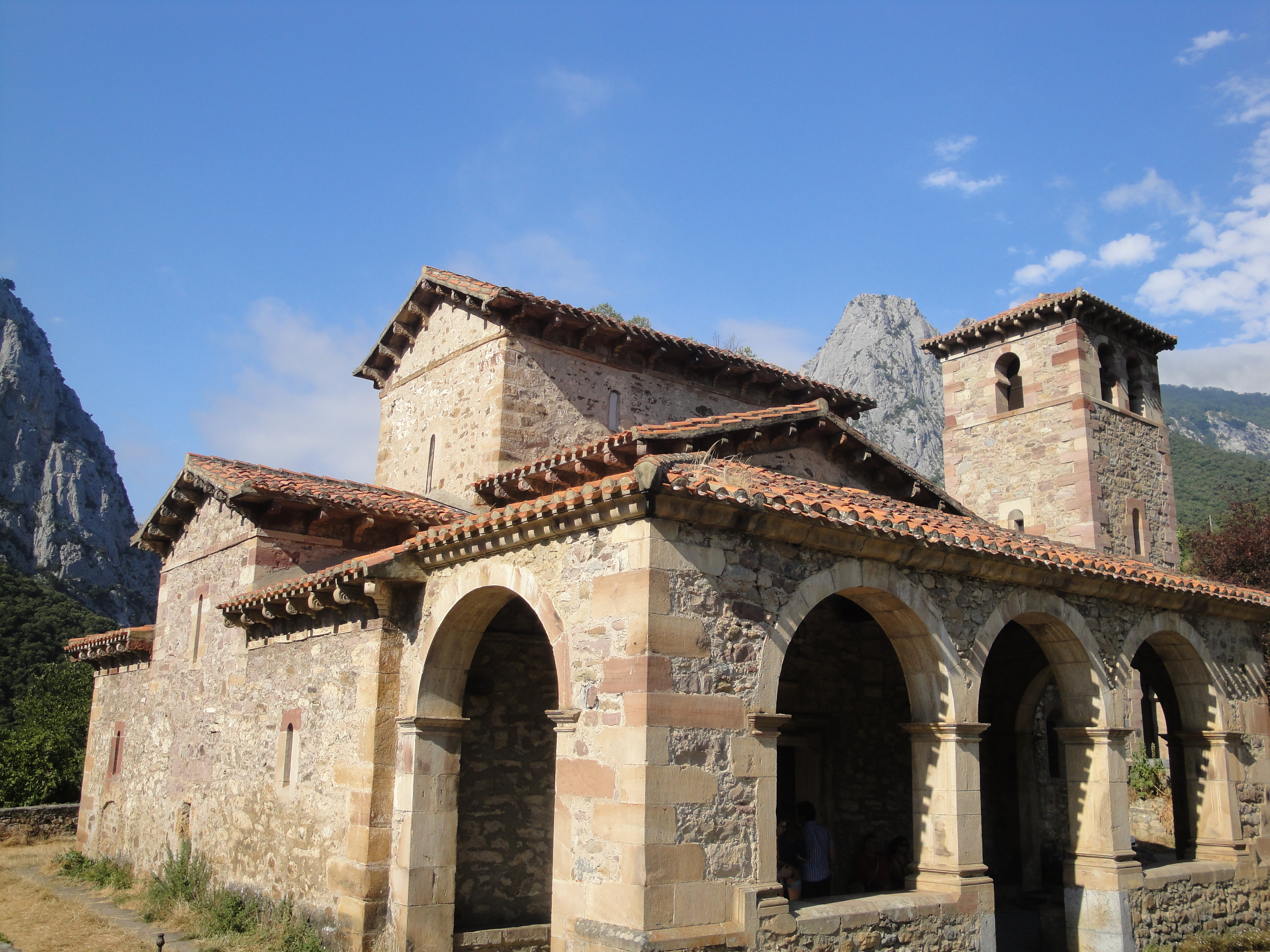
Santa María de Lebeña

Santa María von Lebeña ist eine präromanische Kirche des mozarabischen Stils in der autonomen spanischen Gemeinschaft Kantabrien. Die Kirche wird in das 10. Jahrhundert datiert. Am 27. März 1893 wurde sie zum Kulturdenkmal (Bien de Interés Cultural) erklärt.

## Lage

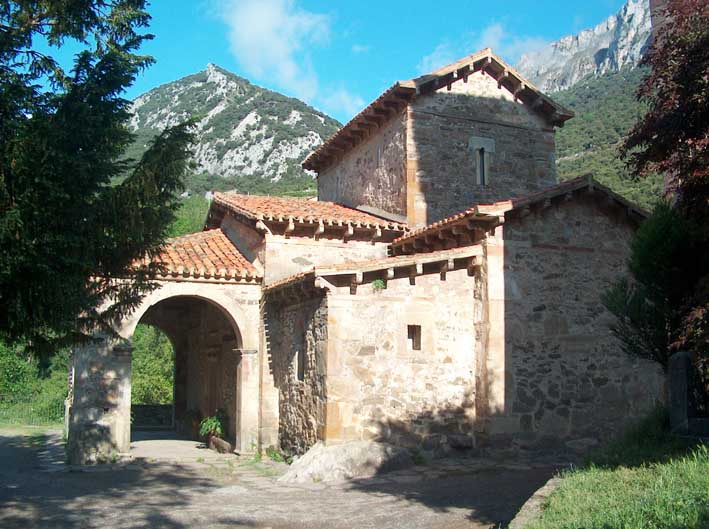
Ansicht von Südosten

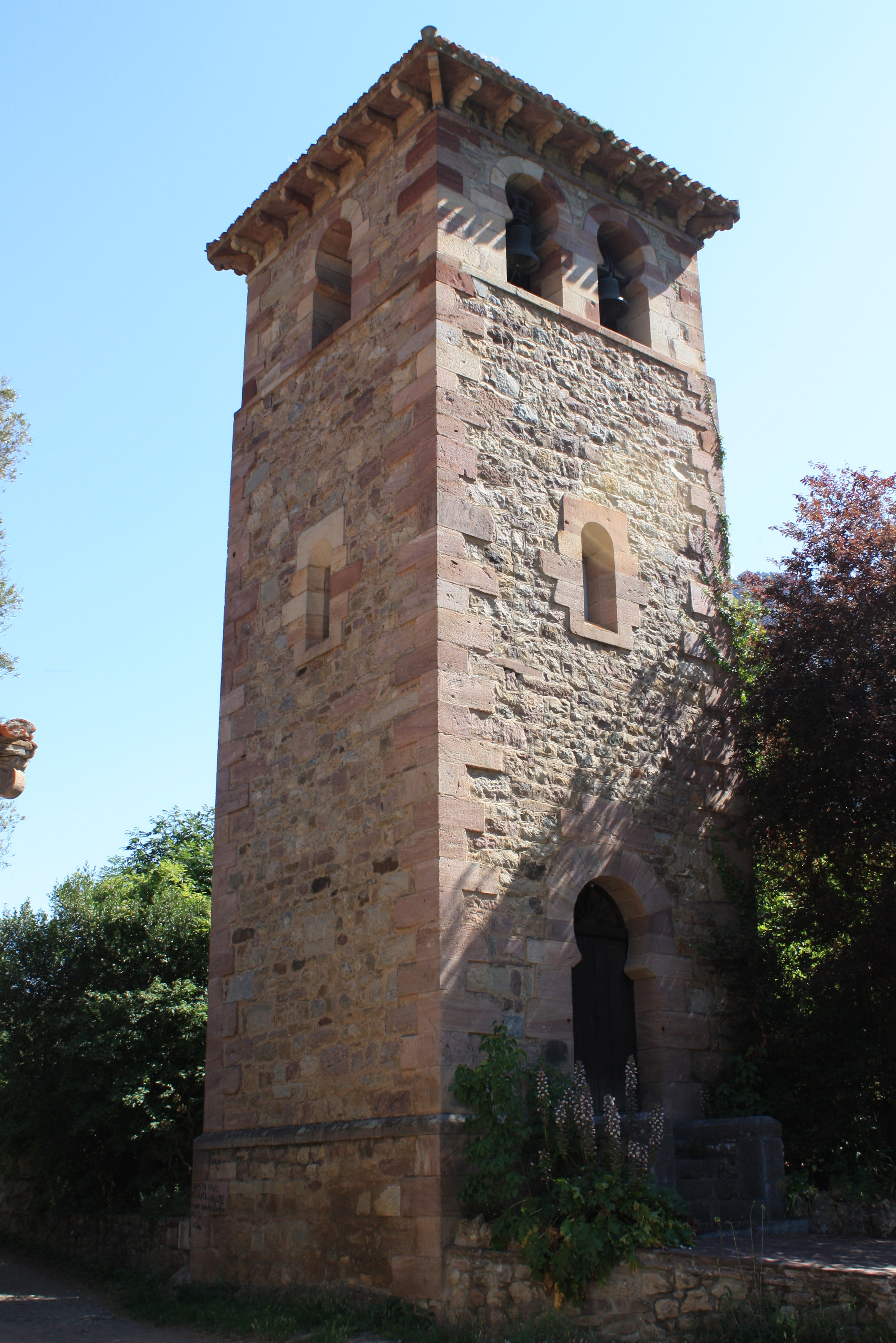
Glockenturm

Die Kirche gehört heute zur Gemeinde Cillorigo de Liébana und liegt außerhalb des Ortes Lebeña am Río Deva, südlich der Schlucht Desfiladero de la Hermida am Fuße der Picos de Europa.

## Geschichte
Bereits wenige Jahre nach der maurischen Eroberung der iberischen Halbinsel wurde das Gebiet von Liébana durch den asturischen König Alfons I. (739–757) zurückerobert und wiederbesiedelt. In dem circa zwölf Kilometer von Santa María de Lebeña entfernt gelegenen Kloster Santo Toribio de Liébana lebte von 756 bis 768 der Mönch Beatus, der Verfasser einer reich illustrierten und mehrfach kopierten Handschrift eines Kommentars zur Geheimen Offenbarung des Johannes (Apokalypse). Aus dem Kopialbuch dieses Klosters geht hervor, dass Graf Alfons von Liébana und seine Gemahlin Justa eine Kirche erbauen ließen, die sie sieben Schutzpatronen unterstellten, dem heiligen Romanus, dem heiligen Martin, der heiligen Prisca, den Heiligen Justa und Rufina sowie dem Heiland (Salvator) und Maria. Die Stifter statteten die Kirche reich mit Altargerät aus Gold und Silber, mit kostbaren Textilien und Handschriften aus. Da keine zuverlässigen Datumsangaben zum Bau der Kirche erhalten sind, wird sie zwischen 924 und 959 datiert, d. h. noch zu Lebzeiten des Grafen und seiner Gemahlin. Die neben der Kirche stehende Eibe und ein Olivenbaum könnten aufgrund ihres Alters zur Zeit der Kirchengründung gepflanzt worden sein. In Nordspanien gab es den Brauch, bei einer Kirchengründung eine Eibe zu pflanzen. Zwei der Patrone, Justa und Rufina, waren Märtyrerinnen aus Sevilla, was vermuten lässt, dass auch die Gründer der Kirche aus Andalusien, vielleicht sogar Sevilla, stammten und mozarabische Einwanderer waren.
Seit dem 16. Jahrhundert dient die Kirche als Pfarrkirche von Lebeña. Der frei stehende Glockenturm wurde im 20. Jahrhundert errichtet. Auch der südliche Portalvorbau und die Sakristei an der Nordseite sind spätere Anbauten.

## Architektur

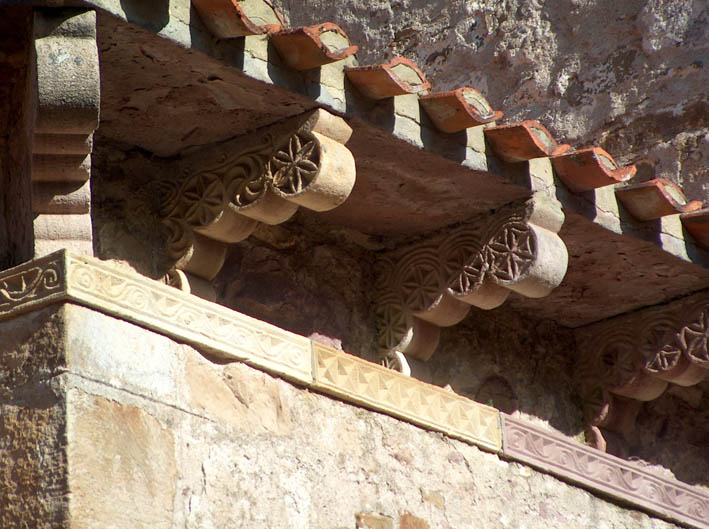
Röllchenkonsolen

Das Gebäude ist aus Bruchsteinmauerwerk errichtet, das mit Mörtel verbunden ist und vermutlich ehemals verputzt war. Die Ecken sind mit großen exakt behauenen Quadern verstärkt. Unter dem Dachansatz verläuft eine Gesimsleiste mit einem schmalen Fries mit geometrischen Motiven. Die weit ausladenden Dachtraufen ruhen auf Röllchenkonsolen, auf denen – wie bei der Kapelle San Miguel de Celanova – Sonnenräder und Rosetten dargestellt sind. Wie bei mozarabischen Kirchen üblich befindet sich der Eingang an der Südseite.

### Innenraum

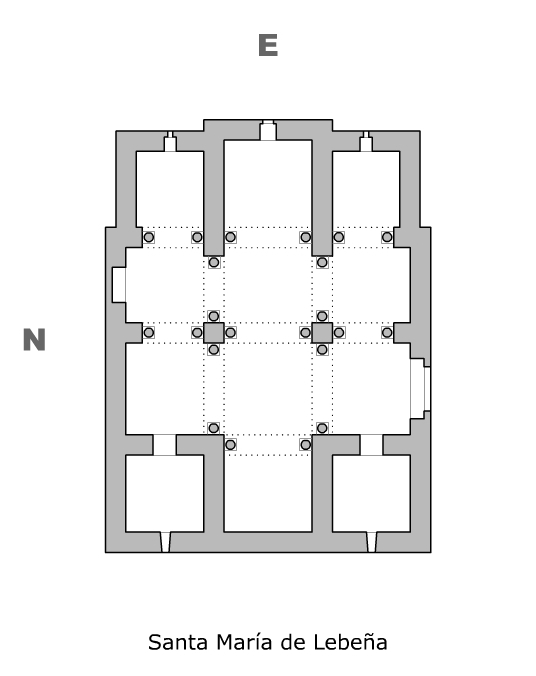
Grundriss

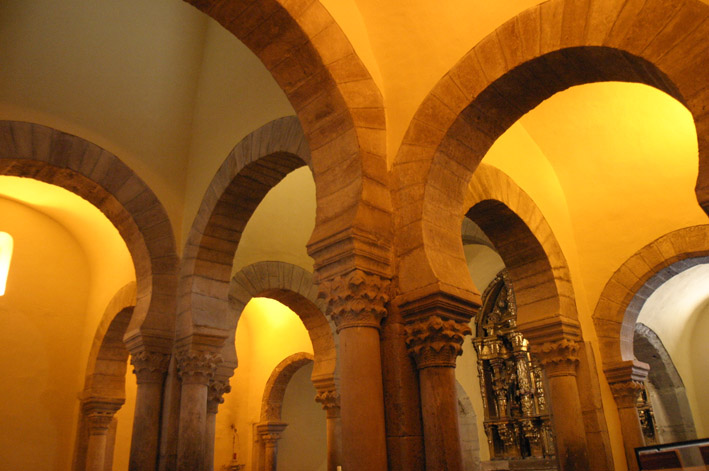
Hufeisenbögen auf Pfeilern und Säulen, korinthische Kapitelle und Kämpfer

Die Kirche ist dreischiffig und in zwölf nahezu quadratische Raumteile gegliedert, die von Tonnengewölben überspannt sind. Die beiden Joche der Seitenschiffe haben – wohl aus statischen Gründen – Quertonnen, die anderen Raumteile tragen Längstonnen. Die zwei Joche des Mittelschiffes überragen – wie die Vierung von Santa Comba de Bande oder Santiago de Peñalba – turmartig die anderen Gebäudeteile und sind von Obergadenfenstern durchbrochen, die Kirche mithin eine Basilika (Bautyp). An das quadratische Langhaus schließen sich im Osten drei Apsiden an. Die mittlere, größere Apsis ist quadratisch, die beiden seitlichen Apsiden haben einen trapezförmigen Grundriss. Das östliche Joch des Hauptschiffes ist um eine Stufe erhöht und als Presbyterium abgegrenzt.

### Säulen und Kapitelle
Hufeisenbögen verbinden die Raumteile miteinander. Sie ruhen auf wuchtigen Pfeilern mit eingestellten Säulen. Reste von Stuck auf den Basen lassen vermuten, dass die Säulen ehemals farbig gefasst waren. Die monolithischen Schäfte tragen korinthische Kapitelle, die mit zwei oder drei Reihen stilisierter Blätter verziert und unten von einem Taubandring begrenzt sind. Die auf den Kapitellen aufliegenden Kämpfer weisen doppelte Kehlprofile auf.

## Altar

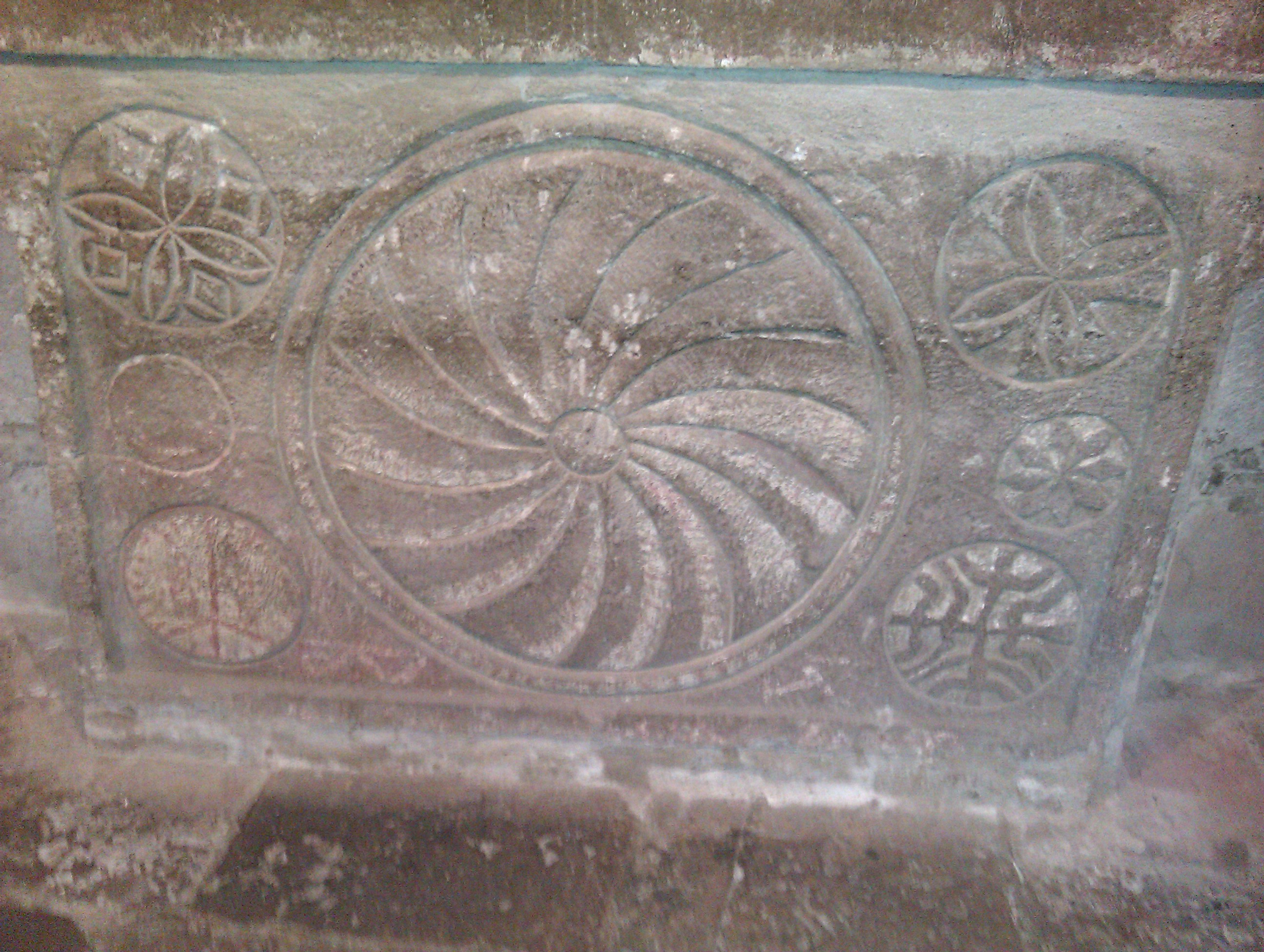
Altarplatte

An der Stirnseite des Altars befindet sich eine fast einen Meter breite und 1,75 Meter lange Steinplatte, die in der Mitte mit einem großen Sonnenrad verziert ist. Auf beiden Seiten sind drei Kreise eingeritzt, in die Blütenmotive und wellenförmige Linien eingeschrieben sind. Bis 1971 lag diese Steinplatte mit der Vorderseite auf dem Boden und diente als Stufe zum Altar. Aufgrund der rätselhaften Symbole gibt es Vermutungen, dass diese Steinplatte bereits aus vorchristlicher Zeit stammen könnte.